# NGC 4105
NGC 4105 é uma galáxia elíptica (E3) localizada na direcção da constelação de Hydra. Possui uma declinação de -29° 45' 36" e uma ascensão recta de 12 horas, 06 minutos e 40,6 segundos.
A galáxia NGC 4105 foi descoberta em 7 de Março de 1791 por William Herschel.